# Војводство поморско
Војводство Поморје (пољ. Województwo pomorskie, каш. Pòmòrsczé wòjewództwò) је једно од 16 пољских војводстава. Основано је 1. јануара 1999. године. Налази се у северном делу Пољске. Седиште војводства је град Гдањск.

## Географија
Војводство Поморје се граничи са:
- Кујавско-Поморским војводством
- Варминско-Мазурским војводством
- Великопољским војводством
- Западно Поморским војводством

У овом војводству налази се Тројмјасто (пољ. Trójmiasto) које представља агломерацију три града: Гдањска, Гдиње и Сопота.

### Градови
Градови су поређани по броју становника (подаци од 30. јуна 2007)
1. Гдањск (пољ. Gdańsk) - 456 913
2. Гдиња (пољ. Gdynia) - 248 767
3. Слупск (пољ. Słupsk -98 770
4. Тчев - 60 353
5. Старогард Гдањски (пољ. Starogard Gdański) - 47 932
6. Вејхерово (пољ. Wejherowo) - 47 767
7. Румија (пољ. Rumia) - 44 126
8. Хојњице (пољ. Chojnice) - 39 742
9. Сопот (пољ. Sopot) - 39 344
10. Малборк (пољ. Malbork) - 38 210
11. Квидзин (пољ. Kwidzyn) - 37 936
12. Лемборк (пољ. Lębork) - 34 918
13. Прушч Гдањски (пољ. Pruszcz Gdański) - 25 163
14. Кошћежина (пољ. Kościerzyna) - 24 737
15. Реда - 19 062
16. Битов (пољ. Bytów) - 17 670
17. Устка (пољ. Ustka) - 16 170
18. Картузи (пољ. Kartuzy) - 15 938
19. Владиславово (пољ. Władysławowo) - 14 951
20. Члухов (пољ. Człuchów) - 14 517
21. Мјастко (пољ. Miastko) - 11 998
22. Пуцк - 11 345
23. Штум - 10 930
24. Нови Двор Гдањски (пољ. Nowy Dwór Gdański) - 10 462
25. Черск (град) (пољ. Czersk) - 9 445
26. Пелплин (пољ. Pelplin) - 8 578
27. Прабути (пољ. Prabuty) - 8 215
28. Гњев - 6 844
29. Скаршеви (пољ. Skarszewy) - 6 805
30. Жуково (пољ. Żukowo) - 6 236
31. Чарне (пољ. Czarne) - 6 035
32. Ђежгоњ (пољ. Dzierzgoń) - 5 653
33. Дебжно (пољ. Debrzno) - 5 251
34. Бруси (пољ. Brusy) - 4 517
35. Јастарња (пољ. Jastarnia) - 3 996
36. Хел - 3 896
37. Нови Став (пољ. Nowy Staw) - 3 896
38. Кемпице (пољ. Kępice) - 3 878
39. Леба - 3 849
40. Скорч (пољ. Skórcz) - 3 532
41. Чарна Вода (пољ. Czarna Woda) - 3 158
42. Крињица Морска (пољ. Krynica Morska) - 1 376